# Veiligheidsbeslag

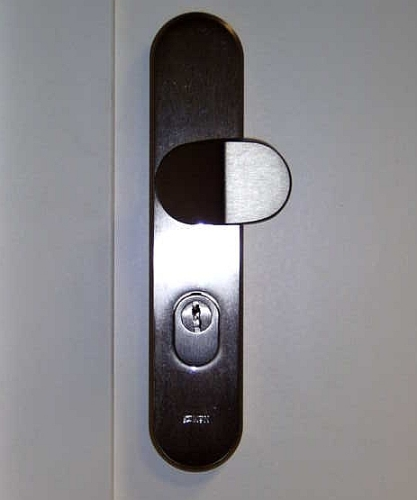
Veiligheidsschild met vaste greep

Veiligheidsdeurbeslag is een beveiligingsproduct voor buitendeuren.
Veiligheidsbeslag bestaan altijd uit een set van een buiten- en binnenschild. Het buitenschild wordt vanuit de binnenzijde vastgeschroefd, zonder zichtbare schroeven aan de buitenkant. Hierdoor is het zeer moeilijk om het schild te verwijderen en zo beter bij het cilinderslot te komen. Zonder bescherming van het schild kan de cilinder namelijk zeer eenvoudig vernield worden door middel van de zogenaamde "Bulgaarse methode", een verzamelnaam van verschillende manieren om de cilinder af te breken.
Het veiligheidschild aan de buitenzijde, dat dikker is dan een standaardschild, zorgt ervoor dat de cilinder niet uitsteekt. Hierdoor krijgt een inbreker geen grip op de cilinder.
Veiligheidsdeurschilden worden sinds een aantal jaren standaard op buitendeuren van nieuwbouwhuizen gemonteerd. En op de bestaande bouw worden ze vaak gemonteerd door woningcorporaties. Die voldoen aan het SKG**-keurmerk. Voor betere beveiliging met antikerntrek moeten huurders zelf antikerntrekbeslag aanbrengen.
Veiligheidsdeurbeslag wordt geleverd met het SKG** zonder antikerntrekbeveiligings- en SKG*** met antikerntrekbeveiligingskeurmerk. Het bevat standaard het Politiekeurmerk Veilig Wonen (PKVW). 